# (12910) Deliso
(12910) Deliso (1998 SP59) – planetoida z grupy pasa głównego asteroid okrążająca Słońce w ciągu 4,2 lat w średniej odległości 2,6 j.a. Odkryta 17 września 1998 roku.